# أنطوان غاسبار بوشي دارجيس
أنطوان باوتشر (بالفرنسية: Antoine-Gaspard Boucher d'Argis)‏ (و. 1708 – 1791 م) هو قانوني وقاضي ومحامي فرنسي وموسوعي مشارك في موسوعة ديدرو.
ولد في باريس وتوفي فيها عن عمر يناهز 83 عاماً.

## مناصب
تولى منصب قاضي
.